# فعل مضارع
الفعل المضارع هو الفعل الذي يدل على حدث يقع في الزمن الحاضر. ولا بد لكل فعل من فاعل سواء أكان ظاهرًا أو مستترًا.
يبدأ الفعل المضارع بالأحرف الأربعة التالية: ن أ ت ي، والمجموعة في كلمة (نأتي) 

## وجه التسمية
سُمِّيَ فعلُ الحالِ بالمضارعِ لأنه يضارعُ اسم الفاعل أي يماثله فهو يماثل اسمَ الفاعلِ في الحركاتِ والسكوناتِ والوظيفةِ الإعرابيةِ، و'المضارِعُ' يعني لغةً «المشابِهَ».

## إعراب الفعل المضارع

### الرَفْعُ
يرفع الفعل المضارع الصحيح بالضمةِ الظاهرة، ما لم تسبقه أداة ناصبة أو جازمة، مثل (يذهب وتأكل ونقرأ)، ويرفع بالضمة المقدرة إن كان معتل الآخر، مثل (يجري وتزهو ويسعى). ويرفع بثبوت النون إذا كان من الأفعال الخمسة

### النَصْبُ
ينصب الفعل المضارع فقط إذا سبق بناصب، ويكون بالفتحة الظاهرة إذا كان صحيح الآخر أو معتل الآخر بالواو أو الياء، وينصب بالفتحة المقدرة إذا كان معتل الآخر بالألف. ويحذف النون إذا كان من الأفعال الخمسة.
أدوات النصب هي: أن ولن وكي وحتى ولام التعليل ولام الجحود وفاء السببية وواو المعية.
وتعمل الأداة أن في حالتين: أولهما أن تكون ظاهرة، وثانيهما أن تكون مضمرة. وتكون مضمرة جوازًا بعد لام التعليل ولام الجحود، وتتميز لام الجحود عن لام التعليل إذا سبقت بكون منفي، مثل: ما كان/مايكون/مايكن، وتكون مضمرة وجوبًا بعد حتى التي تفيد الغاية وبعد فاء السببية وواو المعية.

### الجَزْمُ
يجزم الفعل المضارع الصحيح بالسكون إذا سبقته إحدى أدوات الجزم (لا الناهية، ولم، ولام الأمر، ولما التي معناها النفي)، وإن كان معتلًا فيجزم بحذف حرف العلة. يجزم بحذف النون إذا كان من الأفعال الخمسة
كما يجزم الفعل المضارع إذا وقع في جملة شرطية سواء كان فعلًا للشرط أو جوابًا للشرط، مثل (إن تدرس تنجح).
يجزم الفعل المضارع إذا سبق بأحد الحروف الجازمة، وهي:
- لم: حرف جزم ونفي وقلب، يجزم المضارع وينفي حدوثه في الماضي، كقول شوقي:

خيرت فاخترت المبيت على الطوى
لم تبن جاها أو تلم ثراء
لم: حرف جازم. تبن: فعل مضارع مجزوم بلم،
وعلامة جزمه حذف حرف العلة من آخره، والفاعل ضمير مستتر وجوبًا تقديره أنت.
- لما: حرف جازم يجزم المضارع وينفي حدوثه في الماضي، وامتداد النفي إلى زمن التكلم، وتوقع حدوث الفعل في المستقبل، مثال: لما يحضر الغائب، لما: حرف جازم، يحضر: فعل مضارع مجزوم بلما، وعلامة جزمه السكون الظاهرة، وحرك بالكسر لمنع التقاء الساكنين.
- لام الأمر، حرف جازم يدل على طلب حدوث الفعل، وتقلب معنى المضارع إلى معنى الطلب كفعل الأمر، مثال: لتسع إلى الخير، لتسع: اللام لام الأمر، تسع: فعل مضارع مجزوم بلام الأمر، وعلامة جزمه حذف حرف العلة من آخره، والفاعل ضمير مستتر وجوبًا تقديره أنت.
- لا الناهية، حرف جازم يجزم المضارع ويدل على طلب الكف عن العمل، كقول الشاعر:

لا تنه عن خلق وتأتي مثله
عار عليك إذا فعلت عظيم
لا: ناهية جازمة، تنه: فعل مضارع مجزوم بلا، وعلامة جزمه حذف حرف العلة من آخره، والفاعل ضمير مستتر وجوبًا تقديره أنت.

#### جزم المضارع في جواب الطلب
يجزم الفعل المضارع إذا وقع جوابًا للطلب، والطلب هو ما دل على طلب حدوث الفعل أو الكف عنه، ويشمل:
- الأمر: يدل على طلب حدوث الفعل على وجه الاستعلاء، مثال: (وقال ربكم ادعوني أستجب لكم)، أستجب: فعل مضارع مجزوم لأنه جواب الطلب، وعلامة جزمه السكون الظاهرة على آخره، والفاعل ضمير مستتر وجوبا تقديره أنا.
- المضارع المقترن بلام الأمر، مثال: لتفعل خيرًا

تنل جزاءه، تنل: فعل مضارع مجزوم لأنه جواب الطلب، وعلامة جزمه السكون الظاهرة، والفاعل ضمير مستتر وجوبا تقديره أنت.
- النهي: هو طلب الكف عن الفعل على وجه الاستعلاء، مثال: لا تؤذ أحدا تحظ براحة الضمير، تحظ: فعل مضارع مجزوم لأنه جواب الطلب، وعلامة جزمه حذف حرف العلة من آخره، والفاعل ضمير مستتر وجوبًا تقديره أنت.

### الجر
الفعل المضارع لا يجر مطلقًا.
لا يجر أي فعل سواء كان ماضٍ أو أمر بتاتًا فالكسرة من علامات الاسم لكن تظهر الكسرة على آخر الامر الصّحيح والمضارع إن كان مجزومًا بالسكون وابتدأت الكلمة التي بعدهما بأل التعريف وذلك لمنع التقاء الساكنين
مثال: لم يشربِ الحليب.

## بناء الفعل المضارع
يبنى الفعل المضارع في حالتين هما:

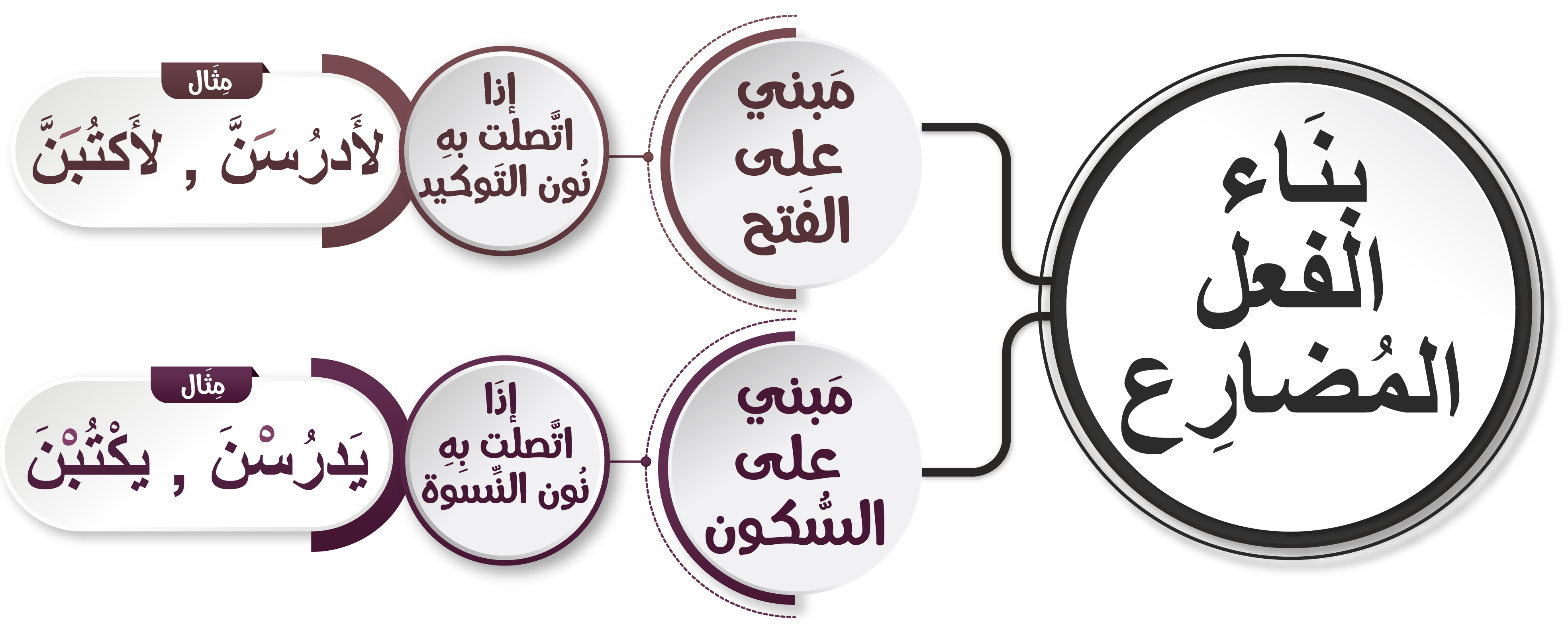
بناء الفعل المضارع

- أن يتصل بنون النسوة: يبنى على السكون مثل (يفعلن ويعملن).
- أن يتصل بنون التوكيد الثقيلة أو الخفيفة: يبنى على الفتح مثل (لأفعلن ولأعملن).مثل:(ألا تعلمن أن الجاهل عدو نفسه، فكيف يكون صديقا لغيره؟) ونون التوكيد لا محل لها من الإعراب.

أمثلة
- الطالبات تساعدن في نظافة المكان.
- لأدرسن حتى أتفوق.